# Cyclommatus squamosus
Cyclommatus squamosus is een keversoort uit de familie vliegende herten (Lucanidae). De wetenschappelijke naam van de soort is voor het eerst geldig gepubliceerd in 1892 door Ritsema.